# Louis Feltz
Louis Feltz, né le 2 février 1816 à Huttenheim (Alsace), et mort le 22 décembre 1891, est un organiste, compositeur et pédagogue français.